# Citytunneln

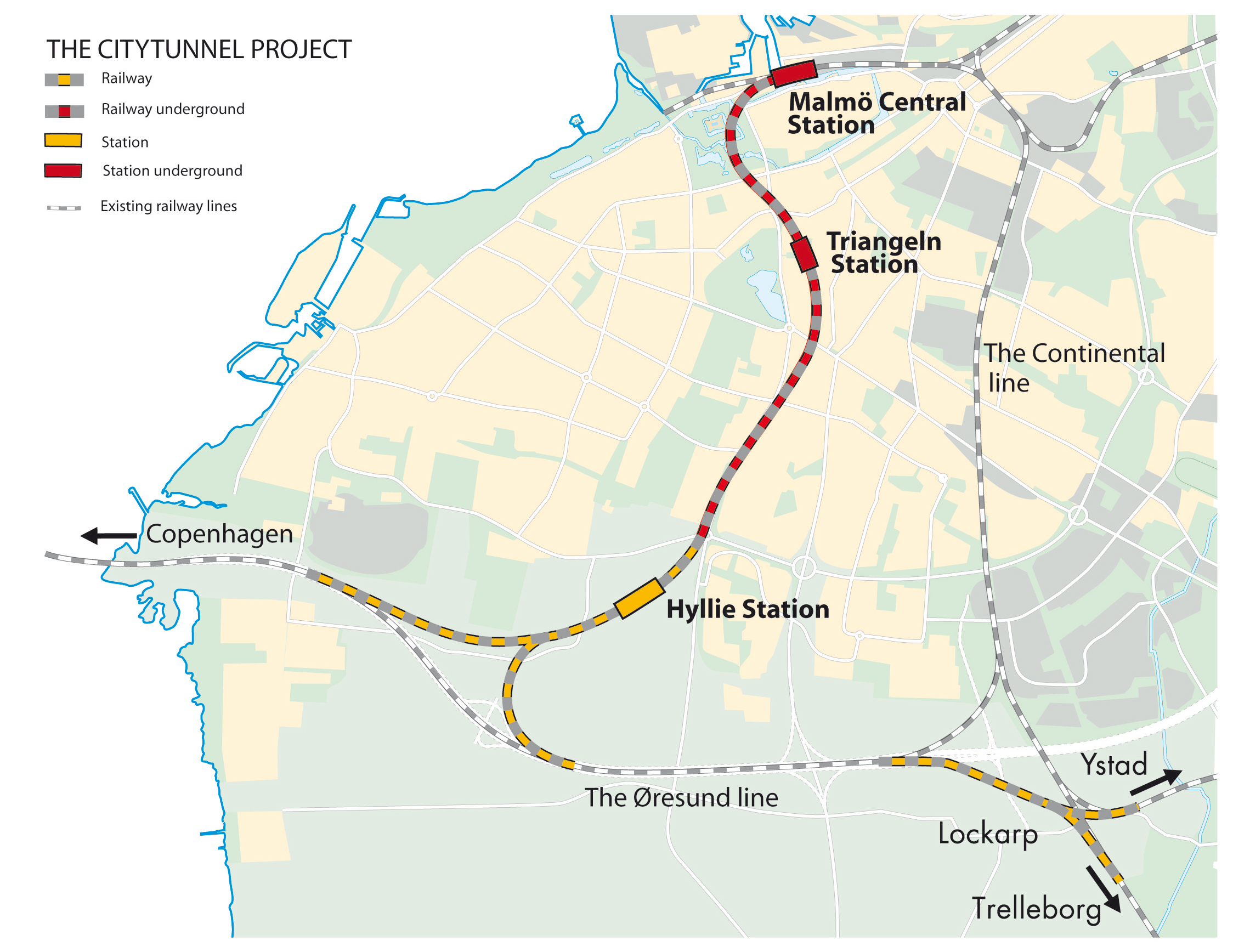
Plan du projet du Citytunneln de Malmö.

Le Citytunneln est un tunnel ferroviaire qui traverse en sous-sol le centre-ville de Malmö en Suède depuis 2010.

## Description
En décembre 2010, fut mis en service le Citytunneln passant sous le centre-ville de Malmö, afin d'accueillir la nouvelle liaison ferroviaire Copenhague-Malmö qui relie le Danemark à la Suède via le pont-tunnel de l'Øresund. Il permet de désenclaver la gare de Malmö, jusque là située en cul-de-sac, et d'assurer aux navetteurs un accès direct au centre-ville.
En 1995 fut créé le City Tunnel Consortium qui lança les études de faisabilité du futur chantier, à savoir deux tunnels séparés pour chacune des voies ferrées.  Les travaux de creusement de ce double tunnel ferroviaire, démarrèrent en 2005. Le Citytunneln a une longueur de 6 kilomètres sur les 17 kilomètres de cette liaison entre la gare de Malmö et le pont d'Øresundsbron qui enjambe la mer du Nord jusqu'à l'île centrale de Peberholm, sur laquelle les voies ferrées empruntent le tunnel sous la mer jusqu'au Danemark. C'est le roi Charles XVI Gustave de Suède qui inaugura le tunnel le 4 décembre 2010.
La nouvelle ligne utilisant ce tunnel dessert trois gares, Triangeln, Hyllie et la gare centrale de Malmö. La signalisation ferroviaire utilise le système européen de contrôle des trains (ETCS). Le tunnel a été prévu pour faire passer un système de double voie passant par deux conduits séparés.

## Usage et trafic
Le trafic est intense dans le CItyTunnel avec les trains de l'Öresund et les nombreux trains régionaux qui y passent. 
Depuis l'ouverture de ce tunnel, la connexion entre Malmö C (gare centrale), le centre commercial Triangeln et la zone d'activité de Hyllie (avec le très grand centre commercial Emporia et la Malmö Arena) ne prend que quelques minutes : 
- 3 minutes entre Malmö C et Triangeln ;
- 4 minutes entre Triangeln et Hyllie ;
- 7 minutes entre Malmö C et Hyllie.

Les habitants de Malmö sont nombreux à utiliser les nombreux trains reliant ces points comme s'il s'agissait d'un métro. L'accès aux trains se faisant par des quais souterrains renforce cette impression.

## Galerie de photographies

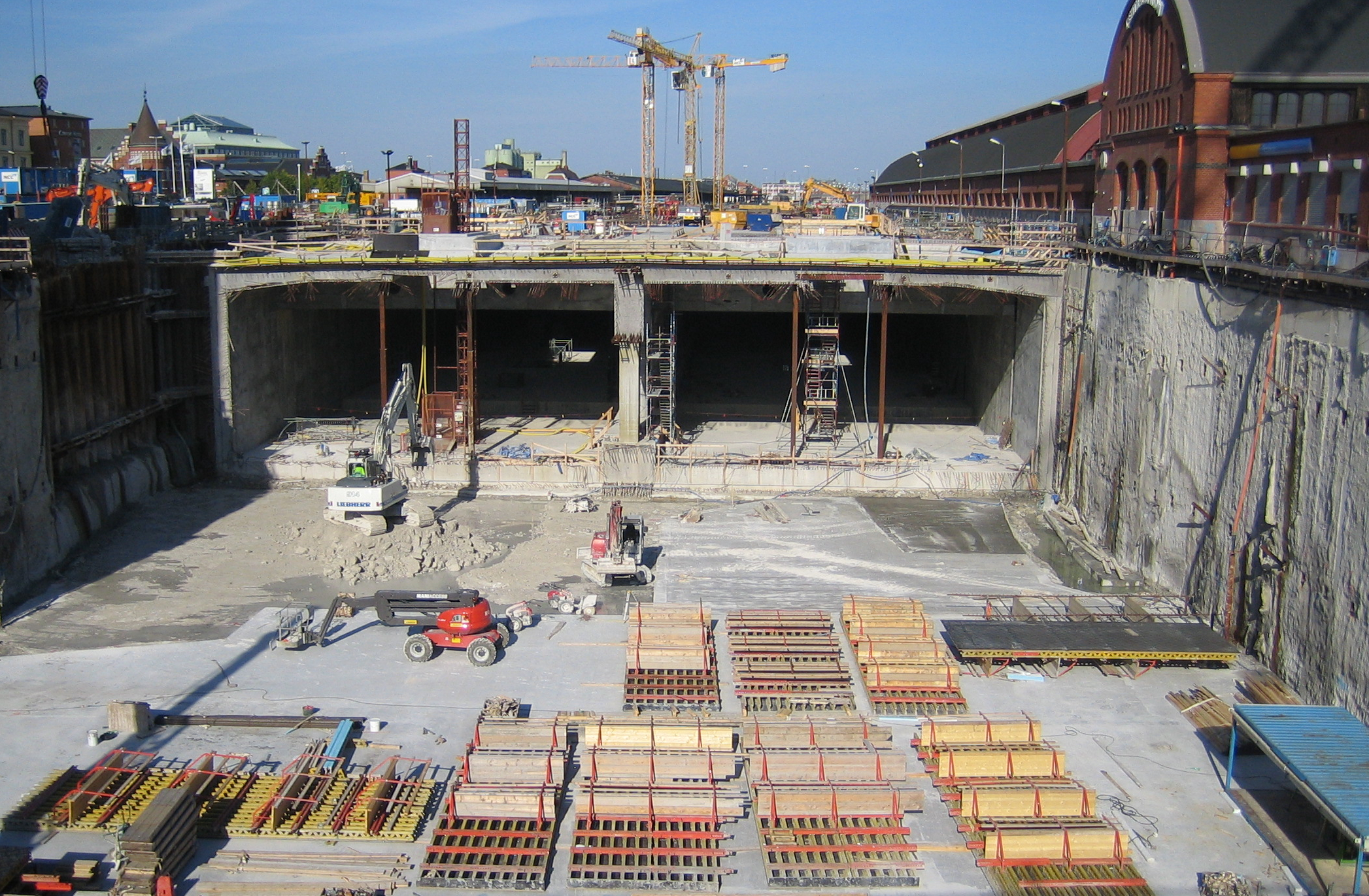
Travaux devant la gare centrale de Malmö.
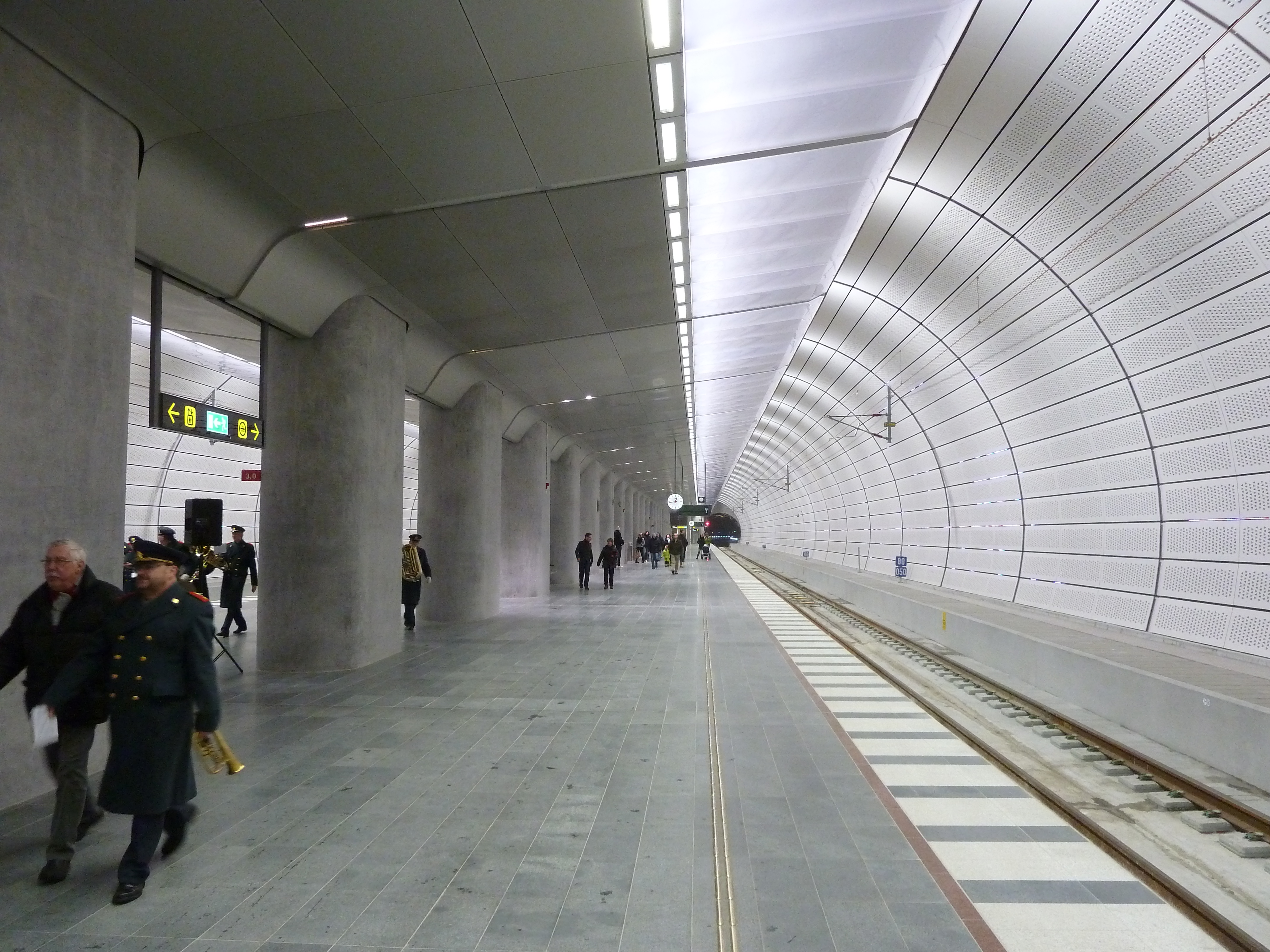
Vue de la gare de Triangeln.